# Txuvilevski
Txuvilevski (en rus: Чувилевский) és un poble (un khútor) de l'óblast de Volgograd, a Rússia, segons el cens del 2010 tenia 227 habitants.